# Rodney Strasser
Rodney Strasser (Freetown, Sierra Leona, 30 de marzo de 1990) es un futbolista sierraleonés que juega de centrocampista para el Cattolica Calcio 1923 de la Serie D de Italia.

## Trayectoria
Rodney Strasser fue descubierto por el FC Kallon, uno de los clubes más grandes a nivel local de Sierra Leona en el Torneo juvenil sub-17 de fútbol de liga en Freetown en 2007. El joven Strasser impresionó tanto que fue firmado de inmediato por el Kallon FC. Strasser fue descubierto por el AC Milan cuando el FC Kallon equipo juvenil realizaba una gira por Europa. Strasser en breve se trasladó a Italia y se incorporó al equipo juvenil del AC Milan.
Hizo su debut en la Serie A con el Milan en la victoria 5-1 contra el Udinese Calcio el 21 de diciembre de 2008, sustituyendo a Kakha Kaladze,
 y fue el primer hombre de Sierra Leona en jugar en el club lombardo.
Anotó su primer gol en la victoria del AC Milan ante el Cagliari marcando el único gol del partido tras un pase del debutante Cassano, en esa misma temporada ganó la Serie A de Italia.

## Selección nacional
Strasser ha representado a la selección nacional de fútbol de Sierra Leona tanto en categorías inferiores como en la absoluta.

## Clubes
| Club                          | País         | Año       |
| ----------------------------- | ------------ | --------- |
| Kallon F. C.                  | Sierra Leona | 2006-2007 |
| A. C. Milan                   | Italia       | 2009-2013 |
| U. S. Lecce (cedido)          | Italia       | 2011-2012 |
| Parma F. C. (cedido)          | Italia       | 2013      |
| Genoa C. F. C.                | Italia       | 2013-2017 |
| Reggina Calcio (cedido)       | Italia       | 2013-2014 |
| A. S. Livorno Calcio (cedido) | Italia       | 2015      |
| Lupa Castelli Romani (cedido) | Italia       | 2015-2016 |
| N. K. Zagreb (cedido)         | Croacia      | 2016      |
| Gil Vicente F. C. (cedido)    | Portugal     | 2016-2017 |
| A. S. D. Villafranca          | Italia       | 2018-2019 |
| Turun Palloseura              | Finlandia    | 2020      |
| Cattolica Calcio 1923         | Italia       | 2021-     |

## Palmarés

### Títulos nacionales
| Título  | Club        | País   | Año  |
| ------- | ----------- | ------ | ---- |
| Serie A | A. C. Milan | Italia | 2011 |